# Umhlanga Rocks fyr
Umhlanga Rocks fyr är en fyr omkring 15 kilometer nordost om Durban i Sydafrika.
Den första fyren på platsen byggdes år 1869 och ersattes av den nuvarande fyren år 1954. 
Den är 21 meter hög och byggd av betong med en lanternin på toppen. Den översta fjärdedelen är rödmålad och den nedersta vit. Fyrapparaten visar tre vita blixtar var tjugonde sekund. Ljusvidden är 24 sjömil. Ett fast rött ljus varnar fartyg på väg till Durbans hamn. När ljuset syns är fartyget för nära kusten.
Fyren står på stranden framför Oyster Box Hotel som också tar emot signaler och larm från dess kontrollsystem.
Fyrplatsen är öppen men fyren är stängd för besökare.